# Girls²のがるがるトーク!
『Girls²のがるがるトーク!』（ガールズガールズのがるがるトーク!）は、2021年7月3日に開始した文化放送で放送されているラジオのトーク番組である。通称「がるがるトーク」。
このページでは、2022年9月29日から開始した本番組のスピンオフ番組『Lucky²のラッキートーク!』（ラッキーラッキーのラッキートーク!）についても取り上げる。（Lucky²のラッキートーク!は関連番組に記載）

## Girls²のがるがるトーク!

### 概要
Girls²初のラジオ冠レギュラー番組である。放送方式は収録。放送開始から2023年3月末までは基本的にAチーム、Bチーム、Cチームの3チームに分かれて週替わりで収録しており、「各メンバーが、ありのままの、等身大のトークをお届け」する事をコンセプトとしている。チームの振り分けは以下の通りである。
2023年3月末の石井蘭のGirls²卒業に伴い、チーム制も2023年3月29日で終了し、以後は出演メンバーが不定になる。

### パーソナリティ
2023年4月5日、4月12日放送回のみGirls²メンバー8人全員での放送を実施し、4月19日放送回からシャッフルメンバーでの放送へ移行した。
2023年春改編までの出演メンバー：
| チーム名            | パーソナリティ | パーソナリティ | パーソナリティ |
| ------------------- | -------------- | -------------- | -------------- |
| すかぶる（Aチーム） | 小田柚葉       | 小川桜花       | 山口綺羅       |
| Bチーム             | 隅谷百花       | 増田來亜       | 原田都愛       |
| Cチーム             | 鶴屋美咲       | 菱田未渚美     | 石井蘭         |

### ネット局
| 放送対象地域 | 放送局名          | 放送時間           | 放送期間                                                                                  | 脚注           | 補足                              |
| ------------ | ----------------- | ------------------ | ----------------------------------------------------------------------------------------- | -------------- | --------------------------------- |
| 関東広域圏   | 文化放送（QR）    | 水曜 21:30 - 22:00 | 2021年7月3日 -                                                                            | [ 注 1 ]       | 制作局                            |
| 富山県       | 北日本放送（KNB） | 火曜 18:15 - 18:45 | 2021年10月5日 - 2022年3月22日 2022年9月27日 - 2023年3月28日 2023年10月3日 - 2024年3月26日 | [ 5 ] [ 注 2 ] | 下半期のみネット（1週間以内遅れ） |
| 宮城県       | 東北放送（tbc）   | 金曜 21:30 - 22:00 | 2023年10月6日 - 2024年3月29日                                                             |                |                                   |

### 歴史
2021年
文化放送『ナニモノ!』にて、4月17日と24日放送分のパーソナリティをGirls²が担当。5月13日と6月16日には特番『Girls²のガールズトーク!』が放送される。
7月3日、Girls²初のラジオ冠レギュラー番組である『Girls²のがるがるトーク!』が放送開始。『ナニモノ!』（第1期）の後番組として毎週土曜18:00 - 18:30の放送。
7月20日、文化放送にてオンライン会見を行い、「私たちだからこそ伝えられることを発信したい」「フレッシュ感を楽しんでいただければ」「裏話もあります」などとそれぞれ意気込みを語った。
10月1日より毎週金曜19:30 - 20:00の放送に変更。また、10月5日より北日本放送での放送が開始。
10月16日と10月17日、那須ハイランドパークで公開収録が行われた。
2022年
3月18日で文化放送金曜19時台後半での放送は終了となった（北日本放送では文化放送の同日放送分をもってネット終了）。月内最終放送は特例として28日（月曜日）16:30 - 16:57。
4月3日からは毎週日曜20:00 - 20:30の放送に変更。
5月5日にはスピンオフ特番『Lucky²のラッキートーク!』が放送（同年秋改編よりレギュラー化）。
7月10日は参院選開票特番『文化放送・参議院選挙開票スペシャル～改選124議席の行方』（『卒アルラジオ サンデー』と本番組との間に割り込みで、以後の番組は繰り下げもしくは一部番組休止…終夜放送）のため、11日0:00から放送。
8月7日は競艇「第36回レディースチャンピオン優勝戦」実況中継のため、8日0:30から放送（本来当時間に放送の番組は休止）。
9月28日からは毎週水曜21:30 - 22:00の放送に変更。北日本放送では前日（文化放送の25日放送分）よりネットを再開。
2024年
4月1日からは毎週月曜22:00より放送中の『レコメン!』の内包番組となり、22：30頃の放送に変更。これに伴い、2023年度まで下半期のみネットとなっていた北日本放送が同時ネットとして通年放送に移行し、新たに『レコメン!』10・11時台をネットしている北海道放送・秋田放送・ラジオ福島・静岡放送・KBS京都・ラジオ関西・南海放送での放送が開始予定。

### 公開収録
2021年、那須ハイランドパークにて10月16日にA、B、Cチームがそれぞれ公開収録を、10月17日にメンバー全員での「プレミアムトークショー」と題した公開収録が行われた。
2022年6月26日は放送開始1周年とメジャーデビュー3周年を記念し文化放送メディアプラスホールで公開生放送を実施。同7月10日にはラグーナテンボスでも公録。
2023年7月6日に那須ハイランドパークにて公開収録を実施。オンエアーは7月26日（鶴屋美咲、山口綺羅、原田都愛、菱田未渚美）、8月2日（増田來亜、小川桜花、隅谷百花、小田柚葉）。

### ゲスト出演
2021年
- 9月18日にLucky²の山口莉愛が出演。
- 10月29日に杉浦優來、永山椿が出演[8]。

2022年
- 3月11日（担当はAチーム）に中川翔子が出演。

2023年
- 6月14日Juice=Juiceの井上玲音が出演。
- 6月28日岡崎体育が出演。
- 9月6日iScreamのRUIが出演。
- 9月13日Dream Amiが出演。

### テーマ曲
オープニング
- 『Chu-Lu-Chu-Chu（チュルチュチュ）』（開始 - 2021年12月）
- 『人人人生紹介ソング』（2022年1月 - 2022年4月3週）
- 『Flutter』（2022年4月4週 - 7月1週）
- 『Seventeen's Summer』（2022年7月2週 - 9月25日）
- 『Shangri-la』（2022年9月28日 - ）

エンディング
- 『Good Days』（開始 - 2021年12月）
- 『Good Days』『Chu-Lu-Chu-Chu』（2022年1月）
- 『人人人生紹介ソング』他1曲（2022年2月 - 4月3週）
- 『Flutter』（2022年4月4週 - 7月1週）
- 『Seventeen's Summer』（2022年7月2週 - 9月25日）
- 『Swipe Up』（2022年9月28日 - ）

## 関連番組

### Girls²のガールズトーク!
『Girls²のガールズトーク!』（ガールズガールズのガールズトーク!）は『Girls²のがるがるトーク!』のパイロット番組で、2021年5月13日（木曜日）、6月16日（水曜日）に放送。放送時間は両日とも20:00 - 21:00である。『ガル学。』のオープニング曲『Enjoy』のフルバージョンがこの番組で初解禁されている。

### Lucky²のラッキートーク!

#### 概要
『Lucky²のラッキートーク!』（ラッキーラッキーのラッキートーク!）は『Girls²のがるがるトーク!』のスピンオフ番組で、2022年5月5日（木曜日・こどもの日）20:00 - 20:57に放送。その後レギュラー化され、9月29日から2023年3月23日は毎週木曜19:00 - 19:30、4月2日からは毎週日曜17:15 - 17:45に放送中。2024年度は毎週金曜『レコメン！A』内で時間移動短縮予定　
通称「ラッキートーク」。
『ラッキートーク!』は基本的に、Aチーム、Bチーム、Cチームの3チームに分かれて週替わりで収録しており、「学校の放課後のような、和気あいあいとした雰囲気のトークをお届け」する事をコンセプトとしている。チームの振り分けは以下の通りである。
2023年8月27日は競艇「第69回モーターボート記念優勝戦」24年2月11日は日本大相撲トーナメント第四十八回大会実況中継で休止。

#### パーソナリティ
| チーム名 | パーソナリティ | パーソナリティ | パーソナリティ |
| -------- | -------------- | -------------- | -------------- |
| Aチーム  | 山口莉愛       | 深澤日彩       | 上村梨々香     |
| Bチーム  | 杉浦優來       | 比嘉優和       | 森朱里         |
| Cチーム  | 永山椿         | 佐藤栞奈       | 佐藤妃希       |